# 比爾·福賽思
威廉·道格拉斯·福賽思，OBE（1909年1月5日—1993年3月3日），澳大利亞公務員和外交官。1959年，福賽斯被任命爲澳大利亞駐越南共和國大使，擔任該職直至1961年，在此期間他還被任命爲駐寮國公使。

## 生平
福賽思出生於澳大利亞維多利亞州卡斯特頓。
1993年3月3日，福賽斯在堪培拉逝世，享壽84歲。